# 8 maart
8 maart is de 67ste dag van het jaar (68ste dag in een schrikkeljaar) in de gregoriaanse kalender. Hierna volgen nog 298 dagen tot het einde van het jaar.

## Gebeurtenissen
- Algemeen
  - 1908 - In New York staken de naaisters voor een achturige werkdag en voor het vrouwenkiesrecht.
  - 2014 - Malaysia Airlines-vlucht 370, een Boeing 777 van Malaysia Airlines, met als bestemming Peking, verdwijnt twee uur na vertrek vanaf Kuala Lumpur International Airport van de radar en is waarschijnlijk ergens in de Indische Oceaan gestort. Het toestel is tot op heden niet teruggevonden. Aan boord zaten, inclusief de bemanning, 239 personen.
  - 2017 - Op Gozo stort de bezienswaardigheid het Blauwe Raam in na een zeestorm.
  - 2022 - Rebecca Gomperts, oprichter van Women on Waves ontvangt de Aletta Jacobsprijs.[1]

- Media
  - 1987 - Laatste aflevering van The A-Team.
  - 2003 - Jamai Loman wint de eerste editie van Idols.

- Muziek
  - 1994 - Het vierde album van de Amerikaanse grungeband Soundgarden verschijnt, getiteld Superunknown.

- Oorlog
  - 1942 - De Nederlandse mijnenveger Jan van Amstel wordt tot zinken gebracht door een Japanse torpedobootjager.
  - 1942 - De Nederlandse strijdkrachten geven zich over; Nederlands-Indië wordt door Japan bezet.
  - 1965 - De Verenigde Staten zetten 3500 mariniers aan land bij Đà Nẵng in Zuid-Vietnam.
  - 2017 - Jihadisten, gekleed in witte doktersjassen en bewapend met automatische geweren, bestormen een militair ziekenhuis in de Afghaanse hoofdstad Kabul. Bij de aanval vallen 49 doden en 50 gewonden.

- Politiek
  - 1917 - De VS grijpen in op Cuba als steun aan president Mario Garcia Menocal tegen opstandelingen van de liberale partij.
  - 1917 - De februarirevolutie begint in Petrograd (Sint-Petersburg), Rusland (23 februari op de juliaanse kalender).
  - 1921 - Het Internationale Vrouwensecretariaat van de Communistische of Derde Internationale, benoemt deze datum definitief, tot Internationale Vrouwendag.
  - 1926 - Vier maanden na de Nacht van Kersten krijgt Nederland een nieuwe regering, het kabinet-De Geer I.
  - 1930 - Mahatma Gandhi start een burgerlijke ongehoorzaamheidsactie in India.
  - 1973 - Uit een referendum blijkt dat de meerderheid van de Noord-Ierse bevolking bij Groot-Brittannië, wil blijven.
  - 1991 - Een wetswijziging in België maakt het mogelijk dat er een troonprinses op de troon kan komen.
  - 2003 - In een referendum stemt de bevolking van Malta voor tot toetreding tot de Europese Unie.
  - 2004 - Een tijdelijke grondwet voor Irak wordt ondertekend.

- Recreatie
  - 1986 - In Tokyo Disneyland wordt de attractie Alice's Tea Party geopend.

- Religie
  - 1816 - Paus Pius VII creëert 31 nieuwe kardinalen, onder wie de Italiaanse bisschoppen Annibale della Genga en Francesco Saverio Castiglioni.
  - 1951 - Splitsing van het Apostolisch vicariaat van de Kleine Soenda-eilanden in Indonesië in de Apostolische Vicariaten Endeh, Larantuka en Ruteng.

- Sport
  - 1971 - Joe Frazier verslaat bij het wereldkampioenschap zwaargewicht boksen Cassius Clay.
  - 1979 - Bokser Rudi Koopmans behaalt in Rotterdam de Europese titel in het halfzwaargewicht door een overwinning op de Italiaan Aldo Traverso.
  - 1983 - De Nederlandse schaatser Jan Kooiman vestigt het werelduurrecord op de schaats in Inzell: in één uur tijd schaatst hij 38558,45 m.

- Wetenschap en technologie
  - 1950 - De USSR geeft aan dat zij beschikken over een atoombom en de reproductie daarvan.
  - 1979 - Het Voyager 1 ruimtevaartuig ontdekt actieve vulkanen op de maan Io van de planeet Jupiter.[2]
  - 2022 - Lancering van een Qased raket van IRGC (Islamic Revolutionary Guard Corps) vanaf het lanceerplatform op Shahrud Missile Test Site in Iran voor de Nour 2 missie met de eerste in Iran gebouwde gelijknamige militaire CubeSat die een fotografische missie gaat uitvoeren.[3]
  - 2023 - Een brok ruimteschroot van enkele tonnen afkomstig van de Lange Mars 2D raket die op 23 juni 2022 is gebruikt om een drietal Chinese spionagesatellieten te lanceren valt ongecontroleerd terug in de atmosfeer boven de Amerikaanse staat Texas.[4]

## Geboren

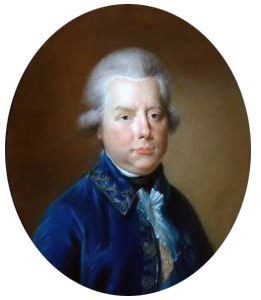
Willem V
geboren in 1748

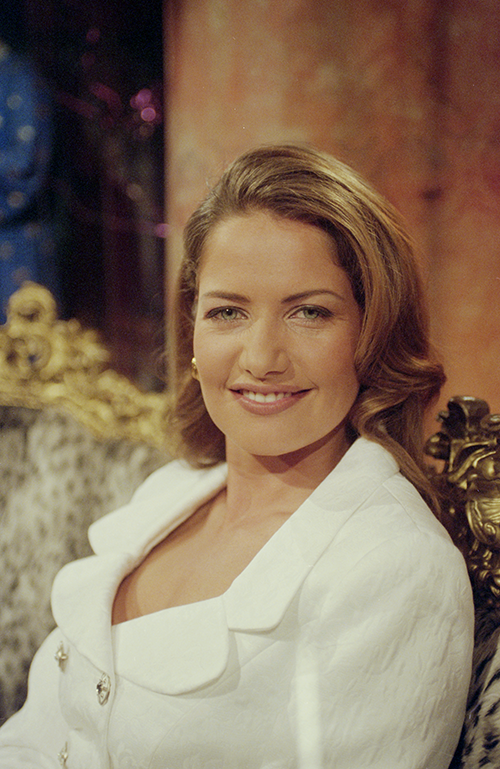
Mariska Hulscher
geboren in 1964

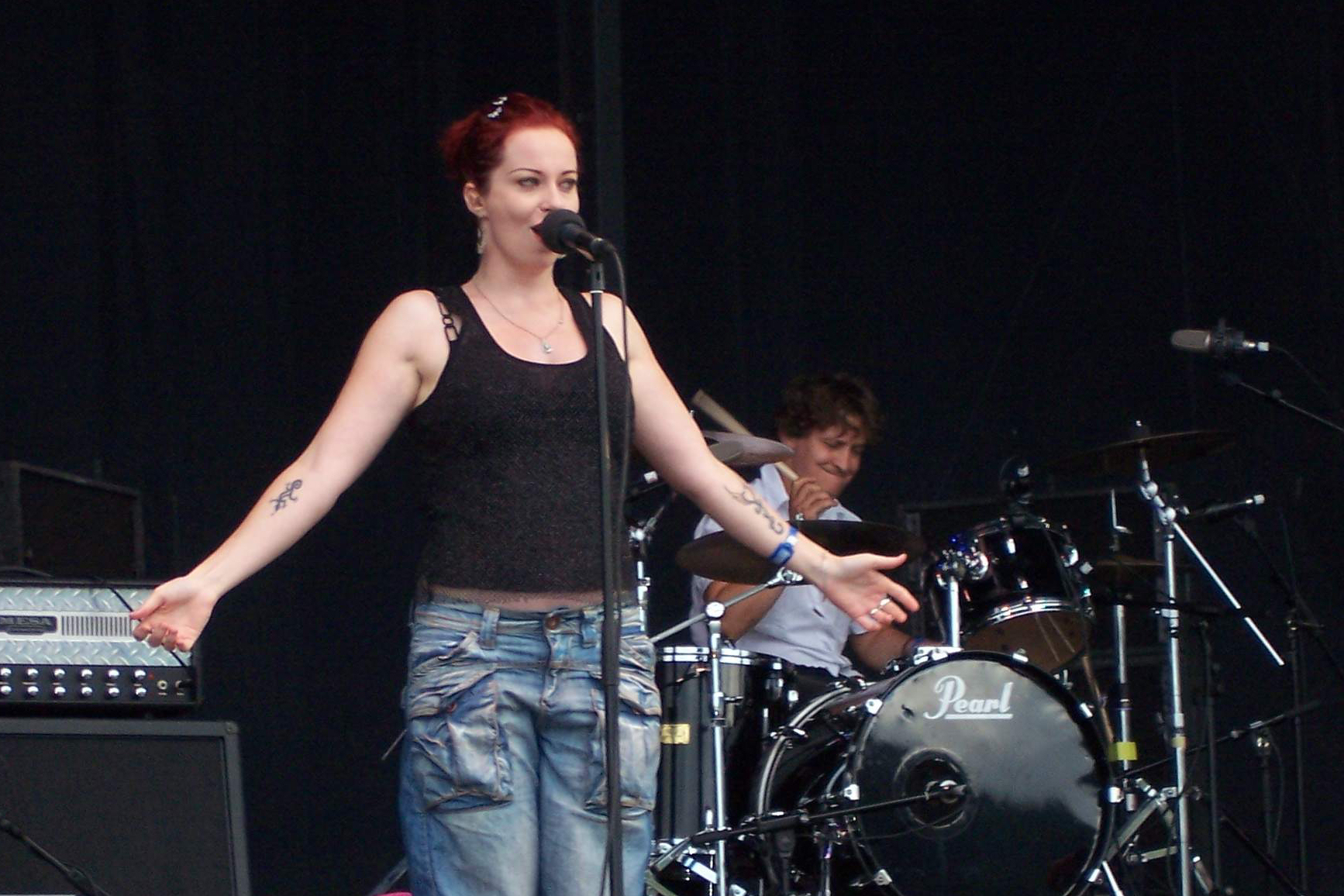
Anneke van Giersbergen
geboren in 1973

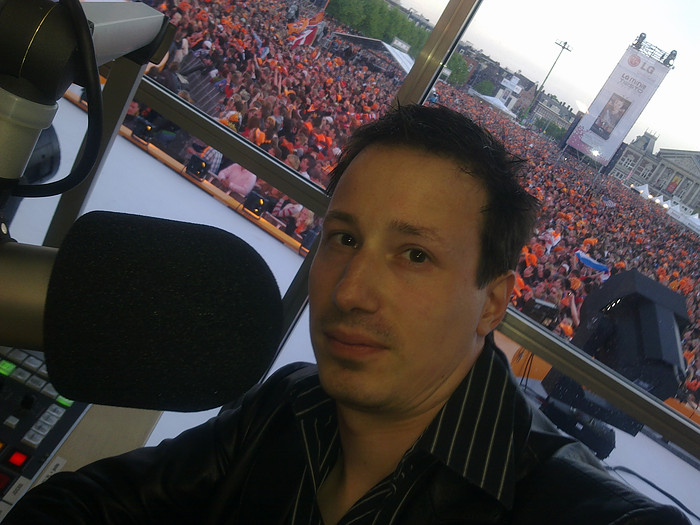
Martijn Muijs
geboren in 1982

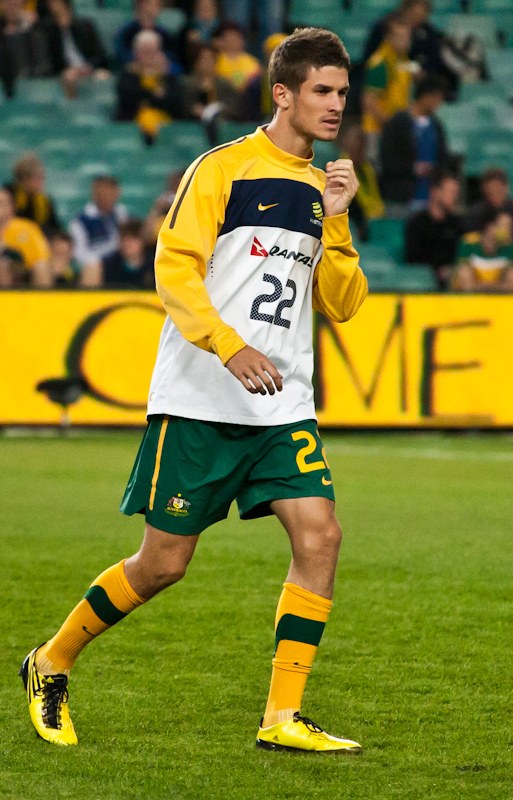
Dario Vidosić
geboren in 1987

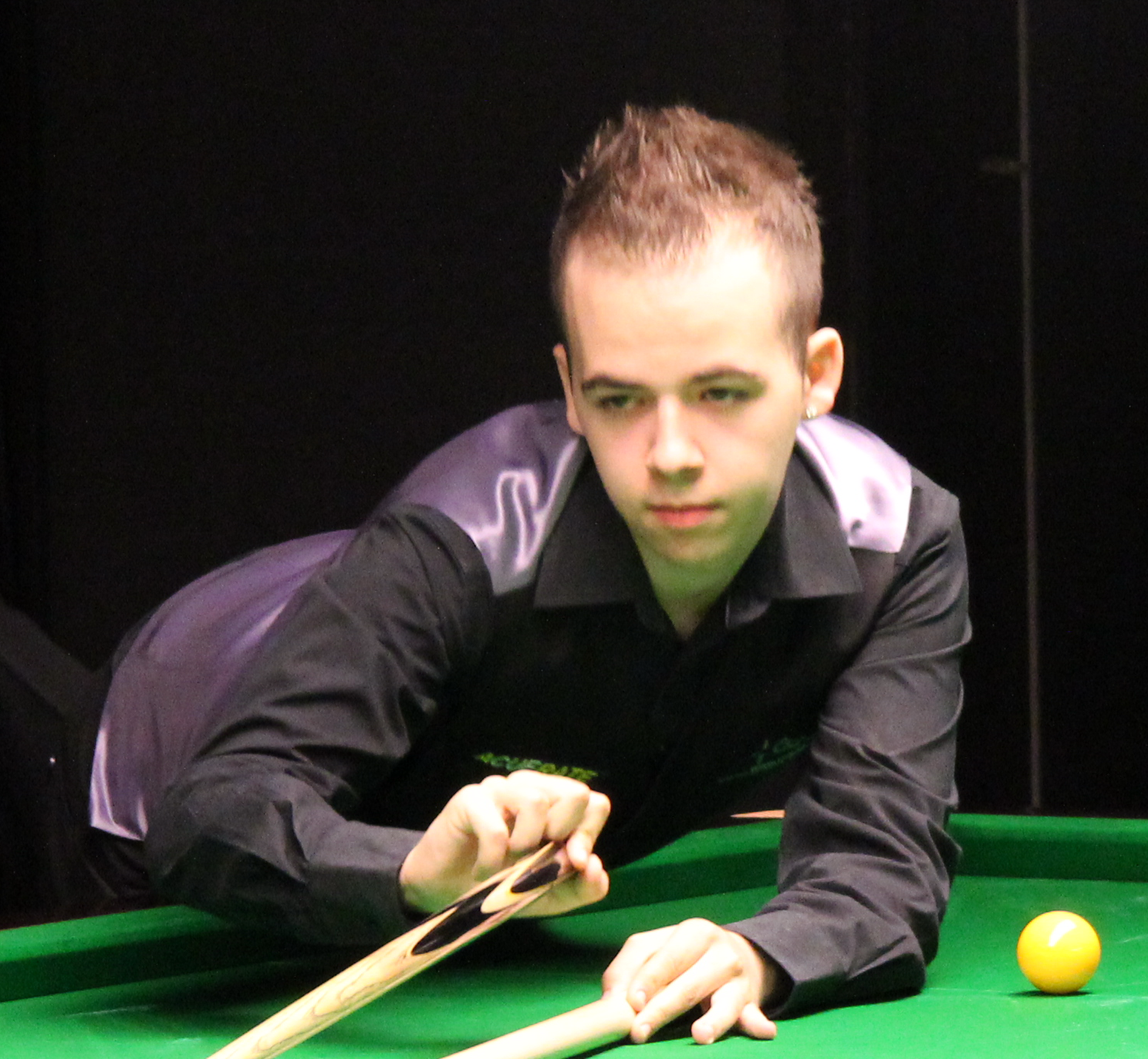
Luca Brecel
geboren in 1995

- 1665 - George August Samuel van Nassau-Idstein, vorst van Nassau-Idstein (overleden 1721)
- 1714 - Carl Philipp Emanuel Bach, Duits componist (overleden 1788)
- 1748 - Prins Willem V, stadhouder der Nederlanden (overleden 1806)
- 1858 - Cornelis Johannes Kieviet, Nederlands kinderboekenschrijver (overleden 1931)
- 1858 - Ruggero Leoncavallo, Italiaans componist (overleden 1919)
- 1859 - Kenneth Grahame, Engels (kinderboeken)schrijver (overleden 1932)
- 1869 - Frans Bolsius, Nederlands advocaat en politicus (overleden 1951)
- 1879 - Otto Hahn, Duits natuurkundige (overleden 1968)
- 1884 - Jo Goetzee, Nederlands atleet (overleden 1935)
- 1886 - Edward Calvin Kendall, Amerikaans scheikundige en Nobelprijswinnaar (overleden 1972)
- 1890 - Oswald von Nell-Breuning, Duits jezuïet, theoloog, filosoof en econoom (overleden 1991)
- 1892 - Juan Nepomuceno, Filipijns politicus en ondernemer (overleden 1973)
- 1897 - Herbert Otto Gille, Duits generaal (overleden 1966)
- 1897 - Josep Pla i Casadevall, Catalaans schrijver en journalist (overleden 1981)
- 1906 - Victor Hasselblad, Zweeds uitvinder (overleden 1978)
- 1907 - Konstantinos Karamanlis, Grieks staatsman (overleden 1998)
- 1908 - Charles Boost, Nederlands illustrator, schrijver en recensent (overleden 2001)
- 1909 - Dirk Rijnders, Nederlands ambtenaar en politicus (overleden 2006)
- 1911 - Alan Hovhaness, Amerikaans componist (overleden 2000)
- 1914 - Jaap Bakema, Nederlands architect (overleden 1981)
- 1915 - Tapio Rautavaara, Fins atleet, zanger en acteur (overleden 1979)
- 1916 - Jeanette Campbell, Argentijns zwemster (overleden 2003)
- 1916 - Manuel van Loggem, Nederlands psycholoog en schrijver (overleden 1998)
- 1920 - Bob Gregg, Amerikaans autocoureur (overleden 2002)
- 1921 - Alan Hale jr., Amerikaans acteur (overleden 1990)
- 1921 - Denys de La Patellière, Frans filmregisseur (overleden 2013)
- 1922 - Ralph Baer, Amerikaans-Duits computerspelpionier, uitvinder en ingenieur (overleden 2014)
- 1922 - Cyd Charisse, Amerikaans danseres en actrice (overleden 2008)
- 1923 - Juancho Evertsz, premier Nederlandse Antillen (overleden 2008)
- 1925 - Piet Steenkamp, Nederlands politicus (overleden 2016)
- 1926 - Franco Faggi, Italiaans roeier (overleden 2016)
- 1926 - Joop M. Joosten, Nederlands kunsthistoricus (overleden 2017)
- 1927 - Stanisław Kania, Pools politicus (overleden 2020)
- 1927 - Ethel Portnoy, Amerikaans-Nederlands schrijfster (overleden 2004)
- 1927 - Ramon Revilla sr., Filipijns acteur en senator (overleden 2020)
- 1930 - Pjotr Bolotnikov, Sovjet-Russisch atleet (overleden 2013)
- 1930 - Franz Gertsch, Zwitsers kunstschilder (overleden 2022)
- 1930 - Douglas Hurd, Brits diplomaat/politicus
- 1931 - Neil Postman, Amerikaans schrijver (overleden 2003)
- 1934 - Bobby Haarms, Nederlands voetballer en voetbalcoach (overleden 2009)
- 1934 - Ron Taylor, Australisch haaiexpert en onderwaterfilmer (overleden 2012)
- 1934 - Christian Wolff, Amerikaans componist
- 1935 - Akira Kitaguchi, Japans voetballer
- 1935 - José Segú, Spaans wielrenner (overleden 2010)
- 1936 - Vic Nees, Belgisch componist (overleden 2013)
- 1936 - Red West, Amerikaans acteur, stuntman en goede vriend van Elvis (overleden 2017)
- 1936 - Janusz Zakrzeński, Pools theater- en filmacteur (overleden 2010)
- 1938 - Milan Galić, Joegoslavisch-Servisch voetballer (overleden 2014)
- 1938 - Lewis Teague, Amerikaans filmregisseur
- 1939 - Gerald Schreck, Amerikaans zeiler (overleden 2022)
- 1939 - Lidia Skoblikova, Russisch schaatsster
- 1939 - Hans van Sweeden, Nederlands componist, acteur, dichter en danser (overleden 1963)
- 1940 - Theo Laseroms, Nederlands voetballer (overleden 1991)
- 1941 - Wilfrid Fox Napier, Zuid-Afrikaans kardinaal-aartsbisschop van Durban
- 1941 - Mohamed Rabbae, Marokkaans-Nederlands politicus (overleden 2022)
- 1941 - James Reston jr., Amerikaans auteur en journalist (overleden 2023)
- 1942 - Viktor Arbekov, Russisch motorcrosser (overleden 2017)
- 1942 - Ann Packer, Brits atlete
- 1943 - Ashok Bhalotra, Indiaas-Nederlands stedenbouwkundige (overleden 2022)
- 1943 - Lynn Redgrave, Engels actrice (overleden 2010)
- 1945 - Joan Stam, Nederlands politica
- 1945 - Janet Wright, Canadees actrice en toneelregisseuse (overleden 2016)
- 1945 - Micky Dolenz, Amerikaans zanger, muzikant en acteur
- 1946 - Randy Meisner, Amerikaans zanger en basgitarist (overleden 2023)
- 1946 - Jelle Vervloet, een Nederlands emeritus-hoogleraar in de historische geografie
- 1947 - Bert van de Kamp, Nederlands muziekjournalist (overleden 2020)
- 1947 - Peter Persidis, Oostenrijks voetballer en voetbaltrainer (overleden 2009)
- 1948 - Mel Galley, Brits gitarist (overleden 2008)
- 1948 - Peggy March, Amerikaans zangeres
- 1949 - Teófilo Cubillas, Peruviaans voetballer
- 1949 - Karel Lismont, Belgisch atleet
- 1949 - Sergio Messen, Chileens voetballer (overleden 2010)
- 1949 - Cees Veerman, Nederlands politicus
- 1953 - Michael Wolfgramm, Oost-Duits roeier
- 1954 - Marie-Therese Nadig, Zwitsers alpineskiester
- 1954 - Win Remmerswaal, Nederlands honkballer (overleden 2022)
- 1954 - Juan Ramón Rocha, Argentijns voetballer
- 1954 - David Wilkie, Brits zwemmer (overleden 2024)
- 1957 - Clive Burr, Brits drummer (overleden 2013)
- 1957 - Cynthia Rothrock, Amerikaans karatekampioene en actrice
- 1957 - Dick Schoof, Nederlands politicus en voormalig topambtenaar
- 1958 - Gary Numan, Brits zanger en liedjesschrijver
- 1959 - Aidan Quinn, Amerikaans acteur
- 1961 - Peter Larsson, Zweeds voetballer
- 1962 - Marjan Olyslager, Nederlands atlete
- 1964 - Mariska Hulscher, Nederlands televisiepresentatrice en columniste
- 1965 - Serge Kimoni, Belgisch-Congolees voetballer (overleden 2023)
- 1965 - Cándani (Asha Radjkoemar), Surinaams schrijfster (overleden 2021)
- 1966 - Hermine Deurloo, Nederlands mondharmonicaspeelster en saxofoniste
- 1967 - Gerard Kemkers, Nederlands schaatser en schaatscoach
- 1967 - Udo Quellmalz, Duits judoka
- 1969 - Johan van Lieshout, Nederlands atleet
- 1969 - Anneke Matthys, Belgisch atlete
- 1969 - Andrea Parker, Amerikaans actrice
- 1970 - Andreas Becker, Duits hockeyer
- 1970 - Hafid Bouazza, Marokkaans-Nederlands schrijver (overleden 2021)
- 1970 - Harry Decheiver, Nederlands voetballer en voetbaltrainer
- 1970 - Germaine Kruip, Nederlands kunstenaar
- 1970 - Nazario Moreno, Mexicaans drugsbaron (overleden 2014)
- 1970 - Ed Podivinsky, Canadees alpineskiër
- 1972 - Denis Lian, Singaporees-Chinees autocoureur
- 1973 - Jeroen Delmee, Nederlands hockeyer
- 1973 - Lindo Duvall, Nederlands radiodeejay
- 1973 - Anneke van Giersbergen, Nederlands zangeres
- 1974 - Tayeb Braikia, Deens wielrenner
- 1975 - Markus Weissenberger, Oostenrijks voetballer
- 1976 - Freddie Prinze jr., Amerikaans acteur
- 1977 - John de Jong, Nederlands voetballer
- 1977 - Peter Schep, Nederlands wielrenner
- 1977 - James Van Der Beek, Amerikaans acteur
- 1978 - Mohammed Bouyeri, Nederlands-Marokkaans moordenaar
- 1978 - Johanna Sjöberg, Zweeds zwemster
- 1979 - Shola Ama, Brits zangeres
- 1979 - Tom Chaplin, Brits zanger
- 1979 - Pamela Chepchumba, Keniaans atlete
- 1979 - Jessica Jaymes, Amerikaans pornoactrice (overleden 2019)
- 1981 - Michael Beauchamp, Australisch voetballer
- 1981 - Timo Boll, Duits tafeltennisser
- 1981 - Joost Posthuma, Nederlands wielrenner
- 1982 - Roland Clara, Italiaans langlaufer
- 1982 - Koen Daerden, Belgisch voetballer
- 1982 - Martijn Muijs, Nederlands radiodeejay
- 1983 - Guillaume Moreau, Frans autocoureur
- 1983 - Fleur Wallenburg, Nederlands presentatrice
- 1984 - Dragos Agache, Roemeens zwemmer
- 1984 - Sebastiaan Steur, Nederlands voetballer
- 1985 - Haris Međunjanin, Bosnisch-Nederlands voetballer
- 1985 - Stefano Proetto, Italiaans-Duits autocoureur
- 1985 - Ferne Snoyl, Nederlands voetballer
- 1986 - Lena Goeßling, Duits voetbalster
- 1986 - Michelle Steele, Australisch skeletonster
- 1987 - Bárbara Seixas, Braziliaans beachvolleybalster
- 1987 - Dario Vidošić, Kroatisch voetballer
- 1988 - Diego Biseswar, Surinaams-Nederlands voetballer
- 1988 - Juan Carlos García, Hondurees voetballer (overleden 2018)
- 1988 - Fanny Horn Birkeland, Noors biatlete
- 1988 - Jacob Neestrup, Deens voetbaltrainer
- 1989 - Remy van Kesteren, Nederlands harpist
- 1989 - Radosav Petrović, Servisch voetballer
- 1990 - Petra Kvitová, Tsjechisch tennisster
- 1990 - Asier Illarramendi, Spaans voetballer
- 1990 - Liu Jing, Chinees zwemster
- 1990 - Likoúrgos-Stéfanos Tsákonas, Grieks atleet
- 1994 - Jasmine Tosky, Amerikaans zwemster
- 1994 - Iris Enthoven, Nederlands Youtuber
- 1995 - Luca Brecel, Belgisch snookerspeler
- 1995 - Ali Yasar, Turks-Belgisch voetballer
- 1997 - Ewan Mitchell, Brits acteur
- 1999 - Caspar Augustijnen, Belgisch basketballer
- 2000 - Enoch Adegoke, Nigeriaans atleet
- 2000 - Luca Engstler, Duits autocoureur
- 2000 - Keyvan Andres Soori, Duits autocoureur
- 2000 - Kisara Sumiyoshi, Japans freestyleskiër
- 2000 - Sonny Wern, Nederlands dj en muziekproducent
- 2001 - Sarah Dekker, Nederlands handbalster
- 2004 - Francesco Simonazzi, Italiaans autocoureur
- 2006 - Warren Zaïre-Emery, Frans-Martinikaans voetballer

## Overleden

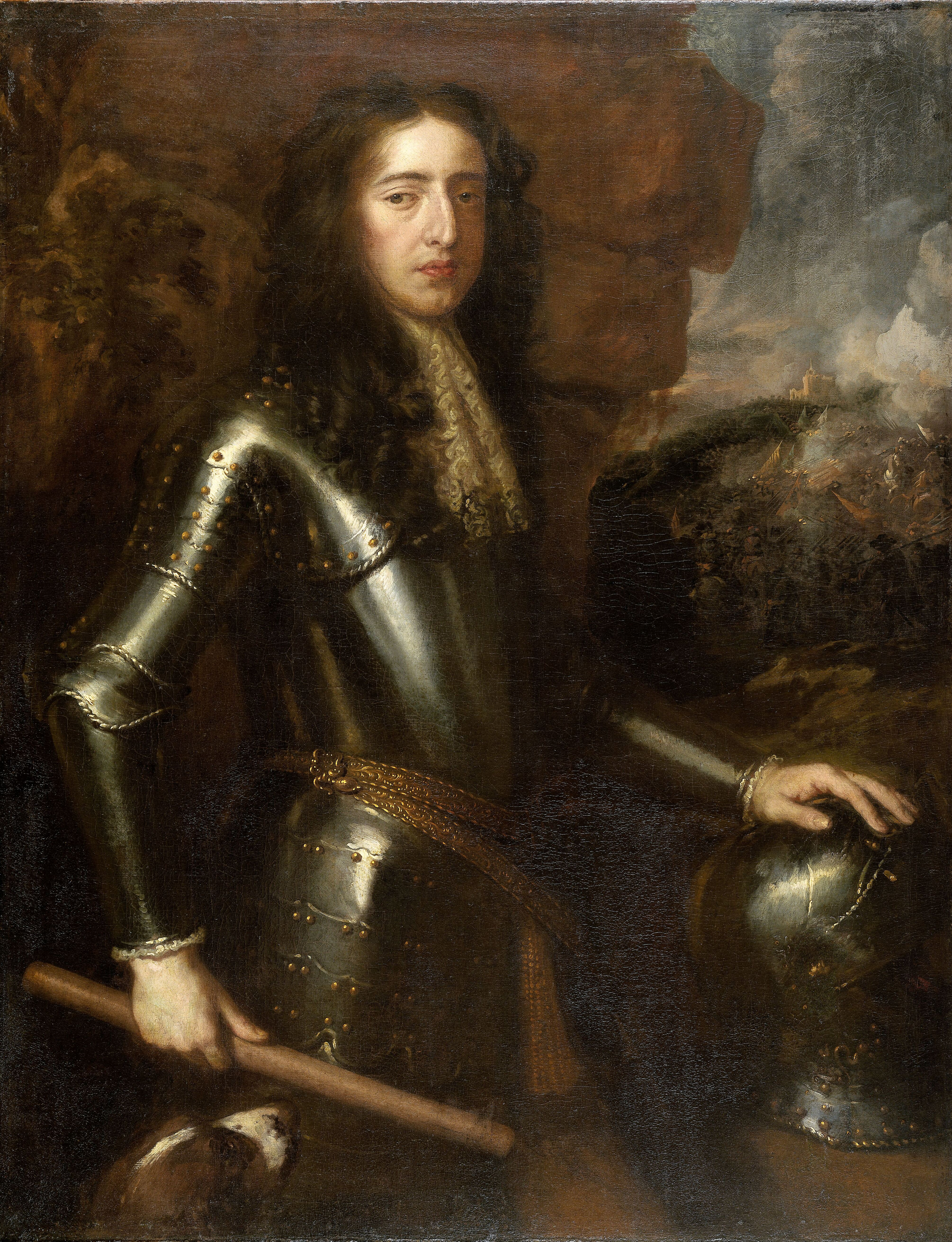
Willem III
overleden in 1702

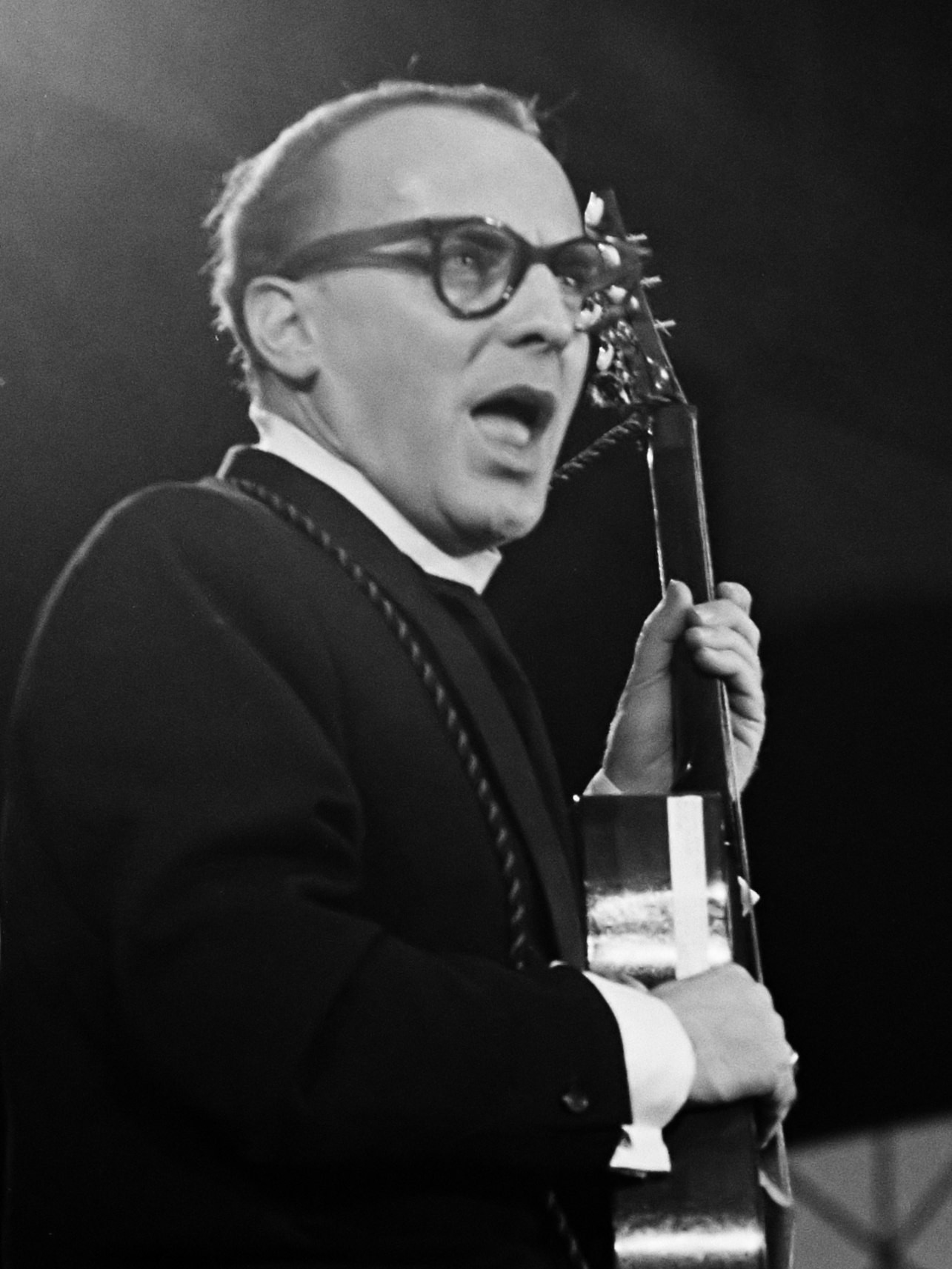
Wim Sonneveld
overleden in 1974

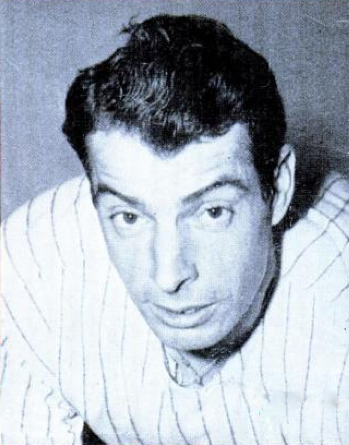
Joe DiMaggio
overleden in 1999

- 865 - Rudolf van Fulda (65+), Duits kroniekschrijver, leraar en theoloog
- 1108 - Gundulf van Rochester (c. 84), Engelse monnik en bisschop
- 1541 - Otto V van Waldeck-Eisenberg (~36), Duits graaf en geestelijke
- 1702 - Willem III van Oranje (52), stadhouder en koning van Engeland, Schotland en Ierland
- 1712 - Lodewijk van Frankrijk (5), Dauphin van Frankrijk
- 1763 - Christian Müller, Duitse orgelbouwer
- 1855 - William Poole (34), gangster, bokser en politicus
- 1869 - Hector Berlioz (65), Frans componist
- 1874 - Millard Fillmore (74), dertiende president van de Verenigde Staten
- 1878 - Frans Karel van Oostenrijk (75), aartshertog van Oostenrijk
- 1887 - James B. Eads (66), Amerikaans ingenieur en uitvinder
- 1895 - Adolphe Pauli (75), Belgisch architect
- 1901 - Peter Benoit (66), Belgisch componist
- 1917 - Ferdinand von Zeppelin (78), Duits ontwerper van luchtschepen
- 1921 - Andrew Watson (64), Schots voetballer
- 1923 - Johannes Diderik van der Waals (85), Nederlands natuurkundige
- 1924 - Ernst Greven (38), Nederlands atleet
- 1930 - William Howard Taft (72), 27ste president van de Verenigde Staten
- 1937 - Albert Verwey (71), Nederlands letterkundige
- 1942 - José Raúl Capablanca (53), Cubaans schaker
- 1945 - Theo van Gogh (24), Nederlands verzetsstrijder
- 1953 - Robert Van Eenaeme (42), Belgisch wielrenner
- 1957 - Othmar Schoeck (70), Zwitsers componist en dirigent
- 1957 - Elsa Woutersen-van Doesburgh (81), Nederlands kunstenares
- 1960 - Marie Janson (86), Belgisch socialistisch politica
- 1968 - Henrietta Drake-Brockman (66), West-Australisch schrijfster
- 1971 - Harold Lloyd (77), Amerikaans acteur
- 1972 - Erich von dem Bach-Zelewski (73), Duits SS-officier en Holocaustpleger
- 1974 - Wim Sonneveld (56), Nederlands cabaretier
- 1978 - Dolf van der Voort van Zijp (85), Nederlands ruiter
- 1980 - Henri Staal (84), Nederlands politiefunctionaris
- 1986 - Hans Knecht (72), Zwitsers wielrenner
- 1989 - Charles Exbrayat (82), Frans schrijver
- 1990 - Hein van Breenen (60), Nederlands wielrenner
- 1991 - Ludwig Fischer (75), Duits autocoureur
- 1993 - Don Barksdale (69), Amerikaans basketballer
- 1993 - Billy Eckstine (78), Amerikaans jazzmuzikant
- 1995 - Ingo Schwichtenberg (29), Duits drummer
- 1996 - Bill Graber (85), Amerikaans atleet
- 1996 - Feike Salverda (49), Nederlands journalist
- 1999 - Joe DiMaggio (84), Amerikaans honkballer
- 2000 - Earle Gorton Linsley (89), Amerikaans entomoloog
- 2001 - Ninette de Valois (102), Iers balletdanseres en choreograaf
- 2003 - Adam Faith (63), Brits zanger en acteur
- 2003 - Karen Morley (93), Amerikaans actrice
- 2004 - Abu Abbas (55), Palestijns terrorist
- 2005 - Aslan Maschadov (53), Tsjetsjeens separatistenpresident
- 2005 - Brigitte Mira (94), Duits actrice en cabaretière
- 2007 - John Inman (71), Brits acteur
- 2007 - Kees Middelhoff (89), Nederlands radiojournalist en schrijver
- 2007 - Herman Ridderbos (98), Nederlands predikant en theoloog
- 2007 - Guido Tastenhoye (47), Belgisch journalist en politicus
- 2007 - Henk Voogd (57), Nederlands planoloog
- 2008 - Henk Bakker sr. (67), Nederlands koopman en politicus
- 2009 - Hank Locklin (91), Amerikaans countryzanger
- 2009 - Zbigniew Religa (70), Pools politicus
- 2009 - Ernest Trova (81), Amerikaans kunstenaar
- 2012 - Max de Winter (91), Nederlands wetenschapper
- 2014 - Joan Ferrier (60), Surinaams-Nederlands orthopedagoge en bestuurder
- 2014 - William Guarnere (90), Amerikaans militair
- 2014 - Wendy Hughes (61), Australisch actrice
- 2014 - Luk Vanhorenbeek (70), Belgisch politicus
- 2015 - Sam Simon (59), Amerikaans scenarioschrijver
- 2016 - Bill Arce (90), Amerikaans honkballer en honkbalcoach
- 2016 - Richard Davalos (85), Amerikaans acteur
- 2016 - George Martin (90), Engels muziekproducent
- 2016 - Ljoeben Petkov (76), Bulgaars journalist en schrijver
- 2017 - Theo Mulder (88), Nederlands beeldhouwer
- 2017 - George Andrew Olah (89), Amerikaans scheikundige
- 2018 - Bernardo Bernardo (73), Filipijns acteur
- 2018 - Jurjen de Haan (81), Nederlands kunstenaar
- 2018 - Albin Vidović (75), Kroatisch handballer
- 2018 - Kate Wilhelm (89), Amerikaans schrijfster
- 2020 - Max von Sydow (90), Zweeds acteur en filmregisseur
- 2021 - Keith Greene (83), Brits formule 1-coureur
- 2021 - Bert Kuijpers (79), Nederlands dichter, conferencier, tonprater
- 2021 - Mark Whitecage (83), Amerikaans jazzzanger en -muzikant
- 2021 - Rasim Öztekin (62), Turks acteur
- 2022 - René Clemencic (94), Oostenrijks componist
- 2022 - Grandpa Elliott (Elliot Small) (77), Amerikaans straatmuzikant
- 2022 - Ad Havermans (87), Nederlands politicus
- 2022 - Ron Miles (58), Amerikaans jazzmuzikant
- 2022 - Isao Suzuki (89), Japans jazzcontrabassist
- 2022 - Harry Zevenbergen (57), Nederlands dichter en schrijver
- 2023 - Marcel Amont (93), Frans zanger
- 2023 - John Moelaert (80), Belgisch voetballer
- 2023 - Louis Swart (88), Nederlands grafisch vormgever en kunstenaar
- 2023 - Chaim Topol (87), Israëlisch acteur
- 2024 - Henry Chakava (77), Keniaans uitgever
- 2024 - Herbert Kroemer (95), Duits-Amerikaans natuurkundige en Nobelprijswinnaar
- 2025 - Philippe Bär (96), Nederlands bisschop
- 2025 - Mathieu Bierkens (92), Belgisch burgemeester
- 2025 - Johannes Lützen Bouma (90), Nederlands econoom en hoogleraar
- 2025 - Simonne Creyf (78), Belgisch politica
- 2025 - Athol Fugard (92), Zuid-Afrikaans schrijver
- 2025 - L.J. Smith (Lisa Jane Smith) (66), Amerikaans schrijfster
- 2025 - Brian Waites (85), Brits golfer

## Viering/herdenking
- Internationale Vrouwendag
- Rooms-katholieke kalender:

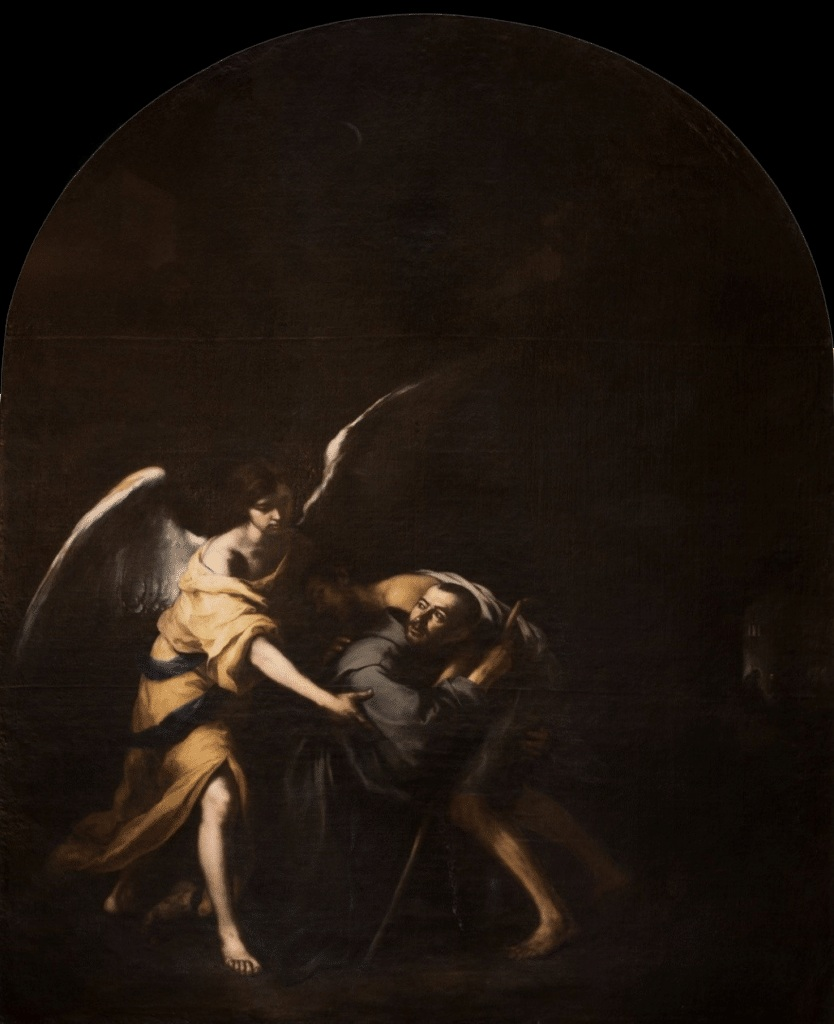
H. Johannes de Deo

  - Heilige Johannes de Deo († 1550), patroon van de verple(e)g(st)ers - Vrije Gedachtenis
  - Heilige Filemon († c. 305)
  - Heilige Humfried van Terwaan († 871)
  - Heiligen Beata, Cyrillus van Afrika e.a. martelaren († 520)
  - Heilige Rhian van Llanrhian († ? 6e eeuw)
  - Zalige Vincentius Kadłubek († 1223)

## Weerextremen

### Nederland
| | Officiële records | Officiële records | Officiële records |      | Landelijke records       | Landelijke records | Landelijke records |
| Gebeurtenis | Jaar              | Extreem           | Locatie           | Jaar | Extreem                  | Locatie            | |
| --- | ----------------- | ----------------- | ----------------- | ---- | ------------------------ | ------------------ | --- |
| Laagste etmaalgemiddelde temperatuur (°C) | 1931              | −3,9              | De Bilt           |      | 1947                     | −4,8               | De Kooy |
| Hoogste etmaalgemiddelde temperatuur (°C) | 1991              | 12,0              | De Bilt           |      | 1981 1991                | 12,4               | Eindhoven, Maastricht Rotterdam |
| Laagste minimumtemperatuur (°C) | 1947              | −11,6             | De Bilt           |      | 1947                     | −14,4              | De Kooy |
| Hoogste minimumtemperatuur (°C) | 1991              | 10,0              | De Bilt           |      | 1981                     | 11,2               | Maastricht |
| Laagste maximumtemperatuur (°C) | 1946              | −1,5              | De Bilt           |      | 1949, 1987               | −1,7               | Eelde |
| Hoogste maximumtemperatuur (°C) | 2025              | 16,5              | De Bilt           |      | 2025                     | 20,0               | Deelen |
| Hoogste uurgemiddelde windsnelheid (m/s) | 1922              | 20,1              | De Bilt           |      | 1922                     | 27,3               | Vlissingen |
| Hoogste windstoot (m/s) | 1981              | 21,6              | De Bilt           |      | 1981                     | 27,3               | Cadzand |
| Langste zonneschijnduur (uur) | 1993              | 10,4              | De Bilt           |      | 1993 1996 2011 2022 2024 | 10,5               | Arcen, Deelen, Eelde, Eindhoven, Hoogeveen, Lauwersoog, Lelystad, Maastricht, Nieuw Beerta, Rotterdam, Schiphol, Volkel, Westdorpe De Kooy, Herwijnen, Hoek van Holland, Lauwersoog, Marknesse, Nieuw Beerta, Soesterberg, Valkenburg ZH Eelde, Hoek van Holland, Hoogeveen, Twenthe Arcen, Lauwersoog, Nieuw Beerta, Cabauw, Schiphol, Voorschoten, Wilhelminadorp Ell, Maastricht |
| Langste neerslagduur (uur) | 2006              | 13,7              | De Bilt           |      | 2023                     | 15,2               | Maastricht |
| Hoogste etmaalsom van de neerslag (mm) | 1914              | 20,1              | De Bilt           |      | 2003                     | 22,0               | Eelde |
| Laagste etmaalgemiddelde relatieve vochtigheid (%) | 2022              | 51                | De Bilt           |      | 2022                     | 46                 | Arcen, Maastricht, Wijk aan Zee |
| Laagste uurwaarde luchtdruk op zeeniveau (hPa) | 1922              | 975,8             | De Bilt           |      | 1922                     | 971,9              | De Kooy |
| Hoogste uurwaarde luchtdruk op zeeniveau (hPa) | 1935              | 1039,8            | De Bilt           |      | 1935                     | 1042,4             | Eelde |
| Officiële records worden altijd gemeten op het KNMI-weerstation in De Bilt. Landelijke records kunnen worden gemeten op elk officieel KNMI-weerstation in Nederland. |                   |                   |                   |      |                          |                    | |

Uitzonderlijke gebeurtenissen
- 1938 - Eerste landelijke zachte dag van het jaar gemeten in Maastricht (maximumtemperatuur ≥ 15 °C op een officieel weerstation)
- 1963 - Eerste landelijke zachte dag van het jaar gemeten in Deelen, Eindhoven, Gilze-Rijen, Soesterberg, Twenthe en Volkel (maximumtemperatuur ≥ 15 °C op een officieel weerstation)
- 1967 - Eerste landelijke zachte dag van het jaar gemeten in Maastricht (maximumtemperatuur ≥ 15 °C op een officieel weerstation)
- 2014 - Eerste officiële zachte dag van het jaar (maximumtemperatuur ≥ 15 °C in De Bilt)
- 2014 - Eerste landelijke zachte dag van het jaar gemeten in Arcen, Cabauw, De Bilt, Deelen, Eindhoven, Ell, Gilze-Rijen, Heino, Herwijnen, Hoek van Holland, Hupsel, Lelystad, Maastricht, Rotterdam, Schiphol, Twenthe, Valkenburg ZH, Volkel, Westdorpe, Wijk aan Zee en Woensdrecht (maximumtemperatuur ≥ 15 °C op een officieel weerstation)
- 2015 - Eerste officiële zachte dag van het jaar (maximumtemperatuur ≥ 15 °C in De Bilt)
- 2015 - Eerste landelijke zachte dag van het jaar gemeten in Arcen, De Bilt, Deelen, Eelde, Eindhoven, Ell, Gilze-Rijen, Heino, Herwijnen, Hoogeveen, Hupsel, Lelystad, Maastricht, Nieuw Beerta, Twenthe, Volkel, Westdorpe en Woensdrecht (maximumtemperatuur ≥ 15 °C op een officieel weerstation)
- 2023 - Officieel laagste etmaalgemiddelde temperatuur in °C van maart dit jaar gemeten in De Bilt: 0,4
- 2024 - Officieel laagste minimumtemperatuur in °C van maart dit jaar gemeten in De Bilt: 0,7 (voorlopig)
- 2024 - Officieel hoogste uurgemiddelde windsnelheid in m/s van maart dit jaar gemeten in De Bilt: 9,0 (voorlopig)
- 2024 - Officieel laagste etmaalgemiddelde relatieve vochtigheid in % van maart dit jaar gemeten in De Bilt: 68 (voorlopig)
- 2024 - Landelijk laagste etmaalgemiddelde relatieve vochtigheid in % van maart dit jaar gemeten in Eindhoven: 59 (voorlopig). Samen met 9 maart

### België
Dagrecords
- 1971 - Laagste etmaalgemiddelde temperatuur −3,4 °C
- 1991 - Hoogste etmaalgemiddelde temperatuur 14,1 °C
- 1845 - Laagste minimumtemperatuur −7,9 °C
- 2014 - Hoogste maximumtemperatuur 18,9 °C [7]
- 2023 - Hoogste etmaalsom van de neerslag 18 mm[8]

Uitzonderlijke gebeurtenissen
- 1971 - Na vijf dagen met minima onder −5 °C aan de kust is het kanaal van Veurne toegevroren.
- 1988 - 1,05 meter sneeuw in Botrange (Waimes).

<< · 1 · 2 · 3 · 4 · 5 · 6 · 7 · 8 · 9 · 10 · 11 · 12 · 13 · 14 · 15 · 16 · 17 · 18 · 19 · 20 · 21 · 22 · 23 · 24 · 25 · 26 · 27 · 28 · 29 · 30 · 31 · >>